# Hänö

Hänö är en ö i Trosa socken och kommun med en där liggande gård med samma namn. Ön har en yta av 1,24 kvadratkilometer.
Ön är möjligen den hafø som omtalas i Kung Valdemars segelled. Annars omtalas Hänö första gången 1551, gården har funnits där minst lika länge. Gården ligger på öns sydvästra del med utsikt över Hänösundet. Den omges av små oregelbundna tidigare åkrar, som numera hålls öppna med fårbete. Gården på Hänö tillhörde tidigare Tureholms slott men skattköptes 1918. Bostadshusen ligger kring en mangård, där manbyggnaden är en ombyggd parstuga från början av 1800-talet och undantagsstugan i vinkel med denna är från början av 1900-talet. Äldst i mangården är en liten timmerbyggnad framför manbyggnaden. Till gården hör även en bod, ladugård och loge, vagnslider samt en förfallen sjöbod.
På norra delen av Hänö vid Apelviken ligger Hänös nu enda brukade permanentbostad.